# ساتياميفا جاياتي
ساتياميفا جاياتي (بالهندية: सत्यमेव जयते)‏ (بالإنجليزية: Satyameva Jayate)‏ وبالعربية معناه الحقيقة وحدها تنتصر هو فيلم أكشن باللغة الهندية عام 2018 من إخراج ميلاب زافيري وإنتاج وتوزيع شركة تي سيريز. نجوم الفيلم جون أبراهام ومانوج باجباي في تعاونهم الثاني بعد تبادل لاطلاق النار في وادالا، جنبا إلى جنب مع عائشة شارما، أمروتا كانفيلكار ومانيش تشودري.
بدأ التصوير الرئيسي في 5 مارس 2018.
تم إصدار فيلم ساتياميفا جاياتي في 15 أغسطس 2018، تزامنًا مع يوم استقلال الهند، وتلقى آراء متباينة من النقاد. حطم الفيلم العديد من الأرقام القياسية في يوم الافتتاح لفيلم مصنف A وبرز كواحد من أعلى الأفلام الهندية ربحًا لهذا العام بإيرادات بلغت 1.10 مليار روبية هندية (18 مليون دولار أمريكي) في جميع أنحاء العالم.  تم إصدار تكملة بعنوان ساتياميفا جاياتي 2 في عام 2021.

## حبكة
فيريندرا "فير" راثود، رسام، يقتل رجال الشرطة الفاسدين بإشعال النار فيهم ويحظى بدعم شعبي للقضاء على رجال الشرطة الفاسدين دون الكشف عن هويته. خوفًا من رجال الشرطة المحترقين والمذعورين، يستدعي المفوض مانيش شوكلا نائب رئيس الشرطة شيفانش راثود لمطاردة القاتل. باستخدام تطبيق لتغيير الصوت، يتصل فير بشيفانش ويهدده بقتل ضابط فاسد.
يتم خداع شيفانش للاعتقاد بأن مركز الشرطة سيكون مستهدفًا، بينما يقاتل فير ويقتل الشرطي الفاسد المستهدف في مضخة البنزين. يبدأ شيفانش في التحقيق ويكتشف أن نمط القتل هو حسب الاختصار ساتياميفا جاياتي وأن الهدف التالي سيكون من محطة تبدأ بالحرف Y. يحدد شيفانش وفريقه المحطة ويبدأون المراقبة أثناء انتظارهم للقاتل. فير، متنكراً في زي شرطي، يدخل مركز الشرطة ويضرم النار في شرطي فاسد لتعذيبه شخصاً بريئاً.
يتمكن فير من الفرار ويلتقي بشيفانش في منزله، حيث يتبين أن شيفانش وفير شقيقان. يزور فير وشيفانش المستشفى، حيث يتم إدخال الضابط المحترق. يدخل فير الغرفة سراً ويقتل الضابط بإشعال النار فيه مرة أخرى. يعود فير إلى الحمام، ويجرح نفسه ويتظاهر بأنه تعرض لهجوم من القاتل من الخلف. لاحقًا، يجمع شيفانش كل رجال الشرطة الفاسدين في منزل آمن، لكن فير تمكن من حرقهم ويشرع في أخذ شيكها في موعد، مما يمنحه ذريعة ليوم واحد. لاحقًا، فير، مغطى بالدماء، يقتل شرطيًا فاسدًا خلال عاشوراء، وبعد ذلك يطارده شيفانش ويشرح شيفانش أن لوحات فير للرجال المرعوبين، والتي تشبه رجال الشرطة القتلى، جعلته يدرك أن فير هو القاتل.
يتمكن فير من الهروب مرة أخرى ويأسر شيخا حيث يتضح أنها ابنة شوكلا. فير يتصل بشوكلا وشيفانش، حيث يجعل شوكلا يسكب الكيروسين على نفسه. يكشف فير أن شوكلا كان مسؤولاً عن وفاة والدهما المفتش شيف راثود لأن شيف لم يسمح لأي شخص في قوة الشرطة بالرشوة. يقرر فير الاستسلام قبل أن يستدعي شوكلا جيشه من الشرطة للقضاء على الإخوة.
فير يقتل رجال الشرطة ويحاصر شوكلا وشيفانش يطلق النار على فير على مضض قبل أن يتمكن من قتل شوكلا. عندما أدرك أن الكيروسين الذي سُكب على جسد شوكلا لا يزال طازجًا، وعندما وجد عود ثقاب ملقى بالقرب من ميدالية والده مكتوبًا عليها ساتياميفا جاياتي، قام فير الجريح بقتل شوكلا بإشعال النار فيه. شيفانش وشيكا يقتربان من فير، الذي يطلب من شيفانش تلاوة القسم الذي علمهم إياه شيف. يتلوها الأخوة معًا ويموت فير بين ذراعي شيفانش.

## الممثلون
- جون أبراهام في دور فيريندرا "فير" راثود، الأخ الأصغر لشيفانش، وصهر ساريتا الأصغر
- مانوج باجباي في دور نائب مفوض الشرطة شيفانش راثود، زوج ساريتا، الأخ الأكبر لفير.
- عائشة شارما في دور الدكتورة شيخا شوكلا، محبوبة فير
- أمروتا كانفيلكار في دور ساريتا راثود، زوجة شيفانش، أخت زوج فير الكبرى.
- مانيش تشودهاري في دور المفوض مانيش كومار شوكلا، والد شيكها والخصم الرئيسي
- سانديب ياداف وزيرا
- نورة فتحي في ظهور خاص في أغنية "دلبر"
- ديفداتا ناجي بدور المفتش شانكار جايكواد (ظهور قصير)
- تشيتان بانديت في دور المفتش شيف راثود، والد شيفانش وفير (ظهور حجاب).
- غانيش ياداف في دور المفتش داملي (ظهور حجاب)
- أديتي سانوال في دور الفتاة في السيارة (ظهور قصير)
- راجيش خيرا في دور المفتش ساتيش بهوسل (ظهور حجاب)

## الإصدار
تم إصدار الفيلم في 15 أغسطس 2018 تزامنًا مع يوم الاستقلال الهندي. تم إصدار الفيلم بالتزامن مع فيلم غولد للممثل أكشاي كومار. تم إصداره على 2500 شاشة في الهند.
عند إصدارهما حققت الأغنيتين "Paniyon Sa" و"Tajdar E Haram" نجاحات كبيرة، في حين أصبحت أغنية "دلبر" الأغنية الأكثر شهرة في العام.

## الموسيقى التصويرية
موسيقى الفيلم من تأليف ساجد وواجد، تانيشك باجشي، روشاك كوهلي وأركو برافو موخرجي بينما كلمات الأغاني كتبها شابير أحمد، كومار، أركو برافو موخرجي، دانيش صبري وإيكا. تم تأليف الموسيقى الخلفية من قبل سانجوي تشودري.
تم إعادة إنتاج الأغنية الأولى من الفيلم، "دلبر" من فيلم سيرف تم لعام 1999 والتي غنتها في الأصل ألكا ياجنيك ولحنها ناديم-شرافان، لهذا الفيلم بواسطة تانيشك باجشي بأصوات نيها ككار وديفاني بانوشالي وإيكا. تم إصداره في 4 يوليو 2018.  تم إعادة صياغة الأغنية بتأثيرات موسيقية من الشرق الأوسط، ومع الفيديو الموسيقي الذي يظهر فيه نورا فتحي تؤدي رقصًا شرقيًا، أصبحت الأغنية مشهورة بجميع إصدارات الأغنية (بما في ذلك النسخة باللغة العربية) حيث تلقت أكثر من 1 مليون مشاهدة. مليار مشاهدة على اليوتيوب. 
تم إصدار الأغنية الثانية من الفيلم بعنوان "Paniyon Sa" والتي غناها عاطف أسلم وتولسي كومار في 12 يوليو 2018. الأغنية الثالثة التي تم إصدارها من الفيلم كانت "تجدار حرام"، وهي أغنية قوالي تم تأليفها وغنائها في الأصل بواسطة الأخوين صبري، وأعاد إنتاجها وغنائها واجد خان، في 26 يوليو 2018. تم إصدار الأغنية الرابعة والأخيرة، "Tere Jaisa"، التي غناها أركو برافو موخيرجي وتولسي كومار، في 1 أغسطس 2018. تم إصدار الموسيقى التصويرية بواسطة تي سيريز في 1 أغسطس 2018.
كل الألحان من تأليف Tanishk Bagchi.
| #  | عنوان            | المدة |
| -- | ---------------- | ----- |
| 1. | "دلبر"           | 3:04  |
| 2. | "Paniyon Sa"     | 3:56  |
| 3. | "Tajdar-e-Haram" | 4:51  |
| 4. | "Tere Jaisa"     | 3:49  |

## شباك التذاكر
حصل ساتياميفا جاياتي على 205.2  حقق الفيلم رقمًا قياسيًا في الإيرادات في يوم افتتاحه حيث حقق إيرادات بلغت 1.1 مليون دولار في الهند في يوم افتتاحه، وبالتالي حقق الفيلم أعلى إيرادات في يوم الافتتاح لجون أبراهام وخامس أعلى فيلم افتتاحي في عام 2018 بعد سانجو وسباق 3 وغولد وباغي 2. في الأيام الأربعة التالية، جمعت ، ، و9.18 كرور  و10.26  روبية صافية في الهند على التوالي، ليصل إجمالي الإيرادات في عطلة نهاية الأسبوع الممتدة الافتتاحية إلى 569.1 . مليون.
مجموع فترة الحياة من الفيلم في الهند هو ₹ 1,082.1 مليون بما في ذلك مجموع صافي من ₹ 887.2 مليون. حققت 146.9 مليون روبية في مكتب صناديق الخارج في عملها الكامل.
يبلغ إجمالي الناتج العالمي فيلم ساتياميفا جاياتي  1.08 مليار

## استقبال نقدي
- تايمز أوف إينديا[15]
- في موقع تجميع المراجعات روتن توميتوز، حصل الفيلم على تقييم 17%، بناءً على 12 مراجعة بمتوسط تقييم 3.4/10. [16]

## روابط خارجية
- ساتياميفا جاياتي على موقع IMDb (الإنجليزية)
- ساتياميفا جاياتي على موقع قاعدة بيانات الأفلام العربية
- ساتياميفا جاياتي على موقع قاعدة بيانات الفيلم (الإنجليزية)
- ساتياميفا جاياتي على موقع ليتربوكسد (الإنجليزية)
- ساتياميفا جاياتي على موقع كينوبويسك (الروسية)